# Viladrau
Viladrau és un municipi de la comarca d'Osona, està situat al sud-est de la regió de l'Alt Ter. Pertany administrivament a la província de Girona.
És un antropònim germànic provinent de vila i Adrald o Adrowald.

## Geografia
- Llista de topònims de Viladrau (Orografia: muntanyes, serres, collades, indrets..; hidrografia: rius, fonts...; edificis: cases, masies, esglésies, etc).

| Entitat de població | Habitants (2024) |
| Viladrau            | 890              |
| les Guilleries      | 165              |
| el Rieral           | 56               |
| Vilarmau            | 25               |
| les Casiques        | 22               |
| les Corts           | 9                |
| les Paitides        | 7                |
| les Índies          | 1                |
| els Vernets         | 0                |
| Font: Idescat       |                  |

### Turons
- Turó de Morera.
- Turó de l'Alzina Rodona.
- Turó de les Dalles.
- Turó del Pla de la Barraca.
- Turó de les Cabrades.

### Mines
Al terme municipal de Viladrau trobem la mina de Sant Marçal, considerada com a geòtop pel seu interès geològic des d'un punt de vista pedagògic i científic. La mina es va començar a explotar a les darreries dels anys 40 per extreure'n fluorita, i va finalitzar l'activitat l'any 1994. Actualment es poden trobar encara tres boques de mina. Juntament amb aquest mineral objecte de l'explotació, també s'hi poden trobar diversos feldespats alcalins, biotita, clorita, quars, ametista, galena, pirita, calcita i barita.

## Història

### Fets del 1714
El 13 de gener del 1714, set-cents efectius borbònics es van allotjar a la vila d'Arbúcies. Els abusos comesos per la soldadesca van motivar que, l'endemà al matí, sometents de Viladrau i d'altres poblacions de l'entorn fessin una emboscada al destacament. L'atac es va produir a la rodalia d'Arbúcies i uns cinc-cents soldats van ser capturats, mentre que la resta, malferits, van recular fins a Hostalric. Poques setmanes després, els presoners van ser restituïts a l'exèrcit de Felip V.
Com a represàlia pels fets ocorreguts, el 30 de març de 1714, un destacament borbònic encapçalat pels generals Tiberio Caraffa i Feliciano Bracamonte es va dirigir a Viladrau. Amb l'objectiu d'atemorir la població civil, el comandament va ordenar que els soldats entressin a sang i foc i la vila va ser saquejada i incendiada.

## Demografia
| 1497 f | 1515 f | 1553 f | 1717 | 1787 | 1857  | 1877 | 1887  | 1900 | 1910  |
| ------ | ------ | ------ | ---- | ---- | ----- | ---- | ----- | ---- | ----- |
| 28     | 36     | 41     | 466  | 706  | 1.163 | 883  | 1.036 | 974  | 1.059 |

| 1920  | 1930  | 1940 | 1950 | 1960 | 1970 | 1981 | 1990 | 1992 | 1994 |
| ----- | ----- | ---- | ---- | ---- | ---- | ---- | ---- | ---- | ---- |
| 1.007 | 1.001 | 918  | 962  | 816  | 787  | 750  | 844  | 875  | 875  |

| 1996 | 1998 | 2000 | 2002 | 2004 | 2006 | 2008  | 2010  | 2012  | 2014  |
| ---- | ---- | ---- | ---- | ---- | ---- | ----- | ----- | ----- | ----- |
| 866  | 861  | 856  | 879  | 959  | 999  | 1.066 | 1.098 | 1.087 | 1.037 |

| 2016  | 2018  | 2020  | 2022  | 2024  | 2026 | 2028 | 2030 | 2032 | 2034 |
| ----- | ----- | ----- | ----- | ----- | ---- | ---- | ---- | ---- | ---- |
| 1.030 | 1.026 | 1.047 | 1.103 | 1.172 | -    | -    | -    | -    | -    |

## Llocs d'interès

### Masies
- El Noguer
- Ca l'Herbolari de Viladrau
- Mas Rosquelles
- Cal Balet
- Espinzella Casa forta situada a la vall del riu de Mules, entre aquesta vila i Taradell. Era una vila rural ja el 966. L'edifici és gòtic (s. XIV-XV).

### Centres culturals
- Espai Montseny. L'Espai Montseny de Viladrau és un equipament espectacular que permet entendre les llegendes i històries del Montseny. Està dedicat al tema de les bruixes i els bandolers, i està equipat amb tecnologia multimèdia d'última generació. A la planta baixa, el visitant pot conèixer l'Espai Bandolers, un espai que recrea un bosc del Montseny. Amb projeccions de gran format, hologrames i efectes molt suggestius i espectaculars, es coneix la història de bandoler Serrallonga, nascut a Viladrau, i de les dones d'aigua. A la primera planta, hi trobem l'Espai Bruixes. Consta de 5 projeccions de diversos formats, que creen uns efectes molt impactants. En la narració es pot reviure un aquelarre de bruixes i s'explica com Viladrau és el poble on més dones, un total de 14, van ser condemnades i executades per bruixeria.[5]
- Centre Cultural Europeu de la Natura.[6]

## Persones il·lustres
- Joan Sala i Ferrer, més conegut com a Serrallonga, fou un dels bandolers més famosos de Catalunya.
- Marcos Redondo, baríton, destacat en el camp de la sarsuela, que passà moltes temporades al poble.
- Antoni Zanini i Sans, corredor de ral·lis, resident a Viladrau.